# Амидз
Амидз (устар. Амидз-Шор) — река в России, протекает по Сысольскому району Республики Коми, левый приток Сысолы.
Длина реки составляет 15 км. Течёт по лесистой местности на юго-восток; крупнейшие притоки — Лемпуа, Пытшкос (оба правые). Пересекает автодорогу Койгородок — Визинга возле посёлка Бортом, впадает в Сысолу в 180 км от её устья.

## Данные водного реестра
По данным государственного водного реестра России относится к Двинско-Печорскому бассейновому округу, водохозяйственный участок реки — Вычегда от истока до города Сыктывкар, речной подбассейн реки — Вычегда. Речной бассейн реки — Северная Двина.
Код объекта в государственном водном реестре — 03020200112103000019362.